# Praerycites
Praerycites Venturi, 1981 è un genere di ammoniti della famiglia Hammatoceratidae, reperibile nell'unità stratigrafica, "Rosso Ammonitico" umbro-marchigiano, di età toarciana, zona biostratigrafica a Hildoceras bifrons; le forme sono generalmente di piccola taglia, raggiungendo raramente il diametro di 10 cm. L'esemplare di riferimento, per il genere e la specie, Praerycites seranensis, è conservato in un'aula didattica della palazzina di Geologia, Dipartimento di Fisica e Geologia dell'Università di Perugia. È ben visibile dentro una bacheca a vetri e a disposizione degli interessati. E' figurato nel sito internet, Gli ammoniti del Serano - bacheca, Montagne aperte, TreviAmbiente. Si può andare a Praerycites immagini, Google; qui guardare i primi due file della serie da sinistra: il primo è la sutura settale (in alto) dell'olotipo, il secondo (titolo gli ammoniti del Serano bacheca P) è la foto dell'esemplare, P. seranensis, riferimento del genere e della specie, portatore del nome. L'esemplare è quello originale che è servito per l'introduzione in letteratura del genere nel 1981. Qui a lato è figurato nel template un esemplare di Praerycites civitellensis  per la voce, proveniente dalle Marche nord; con, ben visibili, i caratteri morfologici significativi indicati nella descrizione del genere; notare la sutura settale (o linea suturale) con caratteri tipicamente hammatoceratini.

## Descrizione morfologica
(tratta da Venturi e al. 2010): conchiglie mediamente involute, con nucleo involuto; sezione della spira tondeggiante, talora leggermente ogivale; carena ventrale bassa smussata; area ventrale liscia, più o meno estesa; coste, da grossolane rilevate leggermente flessuose (P. seranensis) a fini e fitte rectiradiate (P. civitellensis), a terminazione sfumata, più o meno regolari, partenti da tubercoli ombelicali o da corte coste primarie; suture settali frastagliate (meno in P. seranensis e più in P. civitellensis), di tipo hammatoceratino, con E più corto di L, slargato con tronco stretto e rami distali lunghi; U2 e U3 variamente inclinati e inseriti su una linea ideale obliqua rispetto al tronco di L.

## Distribuzione e habitat
Italia e Marocco.

## Filogenesi
Si tratta di un genere importante perché rivelatore dell'origine degli Hammatoceratidae; per recenti dati biostratigrafici (i più antichi Praerycites sono stati trovati in Marocco in strati prima di quelli della zona a H. bifrons, Guex, 1973, e in Italia alla base della zona) il genere avrebbe dato origine a gran parte delle forme tetidee della famiglia, anticipando molti dei caratteri morfologici distintivi del raggruppamento, i cui rappresentanti si sono diffusi in Europa dopo la zona a H. bifrons (vedi Collegamenti esterni a questa voce).
Dal punto di vista tassonomico, per l'opinione di Howarth (2013), il genere è considerato sinonimo di Phymatoceras. Vanno tuttavia segnalate le molte differenze morfologiche che riguardano, la sezione dei giri, l'area ventrale della conchiglia, le coste, i nodi ombelicali e le suture settali. tali differenze sono forti in considerazione anche del fatto che Phymatoceras dà nome (e quindi appartiene) alla famiglia Phymatoceratidae, mentre Praerycites appartiene alla famiglia Hammatoceratidae (vedi anche DIscussione della presente voce).

## Tassonomia
Si conoscono due specie, ambedue tipicamente appenniniche:  Praerycites seranensis, specie tipo del genere e Praerycites civitellensis; la prima si trova nella zona del Toarciano a H. bifrons, la seconda, sia nella zona a Bifrons, sia nella zona a M. gradatus. Tuttavia un esemplare attribuibile al genere è stato figurato da Guex (1973) per il Marocco, definito all'epoca, Gen. n. (?) sp. ind.; questo è l'esemplare più antico trovato fino ad ora; proveniente dagli strati del Toarciano inferiore.